# Juanita Castro
Juanita Castro, właśc. Juana de la Caridad Castro Ruz (ur. 6 maja 1933 w Biránie, zm. 4 grudnia 2023 w Miami) – Amerykanka pochodzenia kubańskiego, siostra Fidela Castro, opozycjonistka względem rewolucji kubańskiej, szpieg Centralnej Agencji Wywiadowczej.
Była piątym z siedmiorga nieślubnych dzieci Angela Castro i jego partnerki, Liny Ruz – Angel i Lina pobrali się w 1943 roku, a w momencie narodzin ich wszystkich dzieci Angel był formalnie mężem Marii Argoty y Reyes, którą poślubił 25 marca 1911 roku. Jej bracia i siostry to Angela, Ramón, Fidel, Raúl, Emma i Agustina.
Początkowo popierała brata Fidela, wyjeżdżając za granicę celem zdobycia finansów na zakup broni, jednakże szybko rozczarowała się rewolucją, tak jak jej liderami, w tym Che Guevarą.
Od 1961 według własnego oświadczenia współpracowała z Centralną Agencją Wywiadowczą. Została zwerbowana w Meksyku, gdzie wyjechała pod pretekstem odwiedzin młodszej siostry Emmy. Pod kryptonimem „Donna” pomagała wyemigrować z Kuby i wypełniała inne zadania, robiła to bez wynagrodzenia, traktując jako patriotyczny obowiązek.
Pod naciskiem braci opuściła Kubę 17 czerwca 1964, najpierw osiedliła się w Meksyku, następnie wyjechała do USA. Kontynuowała opozycyjną działalność polityczną, w 1971 występowała w Chile po wizycie brata w tym kraju. Wspólnie z CIA współtworzyła organizację działającą przeciwko rządom na Kubie, działającą aż do prezydentury Richarda Nixona.
W 1998 wygrała sprawę sądową wytoczoną siostrzenicy Alinie Fernandez z powodu opublikowanej przez nią kłamliwej biografii – Fernandez i wydawnictwo zostali skazani na zapłatę 45 000 dolarów.
W 2009 opublikowała napisaną wspólnie z dziennikarką Marią Collins autobiografię „Fidel y Raul, mis hermanos. La historia secreta”, która stała się hitem czytelniczym. W tym samym roku nakręcono o niej film dokumentalny „Moi bracia i ja”.
Mieszkała w Miami, do 2006 kierowała apteką charytatywną. Zmarła 4 grudnia 2023 roku tamże.